# Килберни
Килбе́рни (англ. Kilbirnie, гэльский: Cille Bhraonaidh) — город в Шотландском муниципальном районе Норт-Эршир.

## География

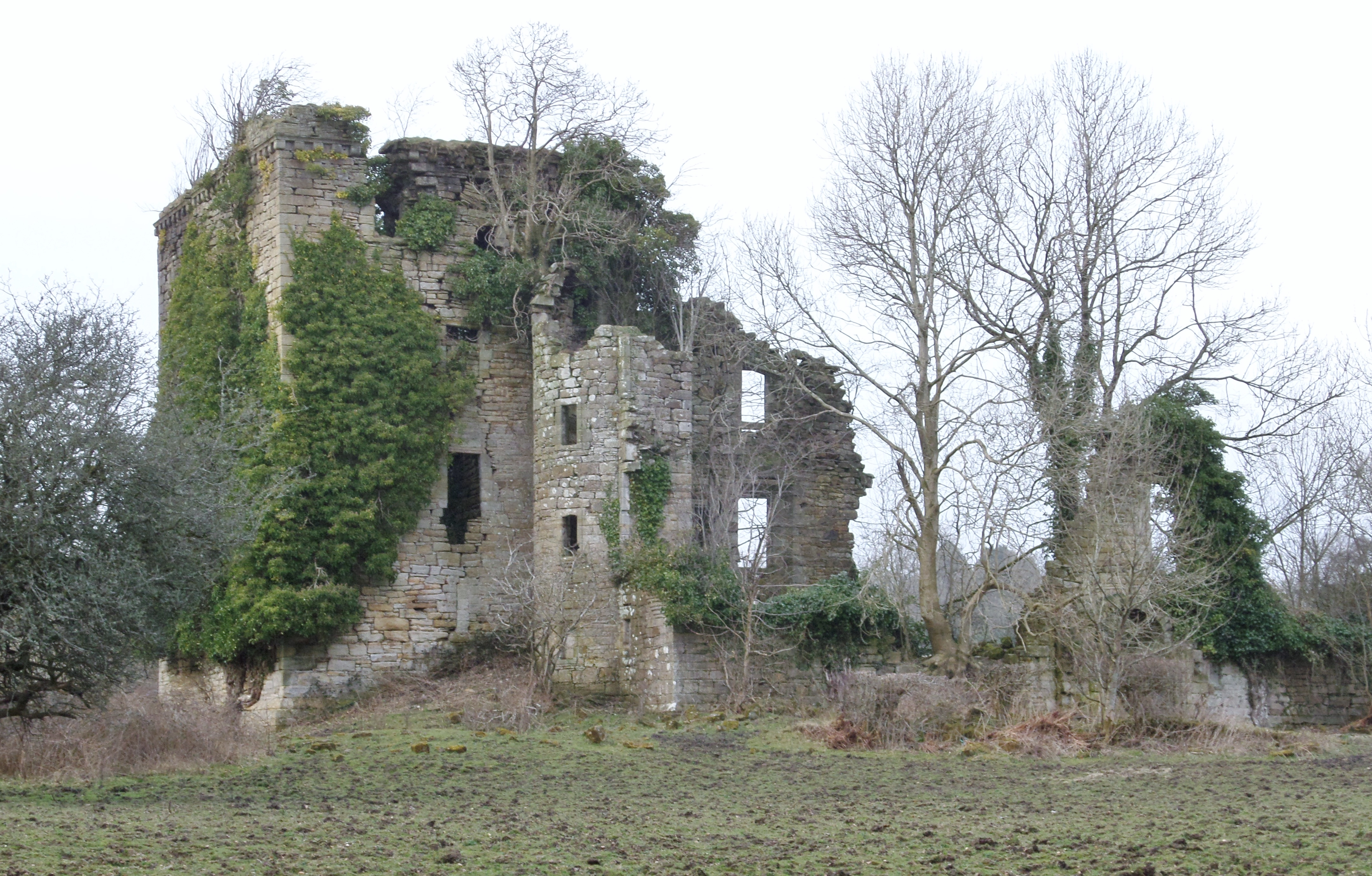
Руины замка Kilbirnie House

Килберни — город на востоке Норт-Эршира. Он расположен на обоих берегах реки Гарнок и лежит в 16 км к северу от Эрвина и в 18 км к юго-западу от Пейсли. Ближайший город - Бейт, расположенный примерно в трех километрах к востоку. Город лежит в нескольких сотнях метров западнее озера Килберни (англ. Kilbirnie Loch).

## История
В XV веке к западу от нынешнего города был построен Замок Килберни (англ. Place of Kilbirnie, Kilbirnie House), который долгое время служил резиденцией клана Кроуфорд. Деревня рядом с замком развивалась медленно. В 1742 г. в ней было всего три дома, за следующие полвека к ним добавилось ещё пять. В эпоху промышленной революции в Килберни появилась текстильная фабрика и город стал быстро расти. В 1841 году его население составляло уже 2631 человек, а в 1881 году - около 3300. Население Килберни достигло пика во второй половине XX века - по переписи 1971 года в городе проживало 8259 человек. С 1980-х годов население стало падать, и по переписи 2011 года количество жителей составляло 7642 человека. Отчасти это связано с упадком традиционных отраслей производства в регионе Глазго-Эдинбург (Central Belt). Это также привело к очень высокому уровню бедности в 31% в Килберни. Согласно исследованию 2012 года, жители Килберни занимают девятое с конца место по средней продолжительности жизни среди городов Великобритании.

## Транспорт
Килберни соединён с сетью автострад  дорогой A760. В XIX веке в соседнюю деревню Гленгарнок была проведена железная дорога. Позже в самом городке появились две железнодорожные станции -  Килберни-Юг и Килберни, которые были закрыты в 1930 и 1966 годах, соответственно. Они обслуживались железнодорожной линией  Lanarkshire and Ayrshire компании Caledonian Railway, а также линией Dalry and North Johnstone компании Glasgow and South Western Railway. Станция Гленгарнок всё ещё действует и принимает поезда линии Ayrshire Coast Line компании First ScotRail. Международный аэропорт Глазго лежит в 20 км к северо-востоку от Килберни.

## Достопримечательности
Отель Kilbirnie Auld Kirk расположен в здании церкви 1470-х годов. На протяжении веков здание несколько раз перестраивали, и оно всё ещё используется для служб. Усадьба Ladyland House была построена к северу от города в 1816 году. Как и здание церкви, она является охраняемым памятником архитектуры класса А. Руины замка Килберни признаны памятником архитектуры класса Б.